# 안데스밭쥐족
안데스밭쥐족(Abrotrichini)은 비단털쥐과 목화쥐아과에 속하는 설치류 족의 하나이다. 5개 속에 약 15종을 포함하고 있으며, 파타고니아 스텝 지역을 포함하여 페루 남부 지역부터 남아메리카 남단 지역까지의 남아메리카에 분포한다. 아르헨티나 플리오세 화석이 알려져 있다.

## 하위 속
- 안데스밭쥐속 (Abrothrix)
- 긴발톱쥐속 (Chelemys)
- 긴발톱두더지쥐속 (Geoxus)
- 에드워즈긴발톱쥐속 (Notiomys)
- 피어슨긴발톱쥐속 (Pearsonomys)